# Loriano Valentini
Loriano Valentini (n. 16 iulie 1950, Grosseto, Toscana, Italia) este un politician italian.